# قرار مجلس الأمن التابع للأمم المتحدة رقم 402
قرار مجلس الأمن التابع للأمم المتحدة رقم 402، الذي تم تبنيه في 22 ديسمبر 1976، بعد الاستماع من وزير خارجية ليسوتو، أعرب المجلس عن قلقه إزاء قرار جنوب إفريقيا إغلاق الحدود مع ليسوتو في العديد من المناطق في محاولة للضغط على البلاد من أجل الاعتراف بـ «استقلال» بانتوستان ترانسكاي. بعد التذكير بالقرارات السابقة، أشاد المجلس بليسوتو لعدم اعترافها بـ ترانسكاي وذكر أنه سينظم مساعدة اقتصادية للبلاد من المنظمة نفسها والدول الأخرى لمساعدتها في التغلب على الحصار الذي تفرضه جنوب إفريقيا.
ومضى القرار ليطلب من الأمين العام متابعة الوضع في المنطقة وتقديم تقرير في وقت لاحق إلى مجلس الأمن.
ولم تقدم أي تفاصيل عن التصويت، باستثناء أنه «اعتمد بتوافق الآراء».